# Nohanent
Nohanent (prononcé /no.nɑ̃/) est une commune française située dans le département du Puy-de-Dôme, en région Auvergne-Rhône-Alpes. Elle fait partie de l'aire d'attraction de Clermont-Ferrand.

## Géographie

### Localisation
Nohanent est située au nord-ouest de l'agglomération de Clermont-Ferrand, à 4,2 km à vol d'oiseau, dans le canton de Cébazat depuis mars 2015.
Quatre communes sont limitrophes :
Les communes limitrophes sont Sayat, Blanzat, Chanat-la-Mouteyre et Durtol.
| Chanat-la-Mouteyre | Sayat    | Blanzat |
|                    | Nohanent |         |
|                    | Durtol   |         |

### Climat
Pour des articles plus généraux, voir Climat d'Auvergne-Rhône-Alpes et Climat du Puy-de-Dôme.
En 2010, le climat de la commune est de type climat des marges montargnardes, selon une étude du Centre national de la recherche scientifique s'appuyant sur une série de données couvrant la période 1971-2000. En 2020, Météo-France publie une typologie des climats de la France métropolitaine dans laquelle la commune est exposée à un climat de montagne ou de marges de montagne et est dans la région climatique  Nord-est du Massif Central, caractérisée par une pluviométrie annuelle de 800 à 1 200 mm, bien répartie dans l’année. 
Pour la période 1971-2000, la température annuelle moyenne est de 10,6 °C, avec une amplitude thermique annuelle de 16,3 °C. Le cumul annuel moyen de précipitations est de 918 mm, avec 10 jours de précipitations en janvier et 7 jours en juillet. Pour la période 1991-2020, la température moyenne annuelle observée sur la station météorologique de Météo-France la plus proche, « Sayat_sapc », sur la commune de Sayat à 2 km à vol d'oiseau, est de 11,2 °C et le cumul annuel moyen de précipitations est de 776,1 mm,. Pour l'avenir, les paramètres climatiques de la commune estimés pour 2050 selon différents scénarios d'émission de gaz à effet de serre sont consultables sur un site dédié publié par Météo-France en novembre 2022.
| Mois                                  | jan.             | fév.            | mars           | avril         | mai           | juin          | jui.          | août           | sep.          | oct.            | nov.             | déc.           | année      |
| ------------------------------------- | ---------------- | --------------- | -------------- | ------------- | ------------- | ------------- | ------------- | -------------- | ------------- | --------------- | ---------------- | -------------- | ---------- |
| Température minimale moyenne (°C)     | 0                | 0,3             | 2,4            | 4,9           | 8,5           | 12,1          | 14            | 13,9           | 10,5          | 7,7             | 3,3              | 0,9            | 6,5        |
| Température moyenne (°C)              | 3,4              | 4,2             | 7,3            | 10            | 13,8          | 17,6          | 19,7          | 19,6           | 15,7          | 12,2            | 6,9              | 4,1            | 11,2       |
| Température maximale moyenne (°C)     | 6,7              | 8,1             | 12,1           | 15,2          | 19,2          | 23,1          | 25,4          | 25,3           | 20,9          | 16,6            | 10,5             | 7,4            | 15,9       |
| Record de froid (°C) date du record   | −12,7 05.01.1995 | −15 05.02.12    | −15,9 01.03.05 | −6,7 08.04.03 | −1 15.05.1995 | 2,7 04.06.01  | 5,9 17.07.00  | 4,5 30.08.1998 | 2 30.09.1995  | −5,4 29.10.1997 | −11,2 22.11.1998 | −13,3 15.12.01 | −15,9 2005 |
| Record de chaleur (°C) date du record | 19,4 27.01.16    | 22,5 20.02.1998 | 25,2 24.03.01  | 27,7 30.04.05 | 32,3 11.05.12 | 38,4 27.06.19 | 39,1 03.07.15 | 39,5 24.08.23  | 33,6 10.09.11 | 32,2 02.10.23   | 23,6 08.11.15    | 20,4 24.12.12  | 39,5 2023  |
| Précipitations (mm)                   | 56,2             | 48,4            | 49,5           | 72,6          | 73,7          | 71,4          | 78,1          | 67,1           | 65,9          | 60,4            | 68,7             | 64,1           | 776,1      |

## Urbanisme

### Typologie
Au 1er janvier 2024, Nohanent est catégorisée ceinture urbaine, selon la nouvelle grille communale de densité à sept niveaux définie par l'Insee en 2022.
Elle appartient à l'unité urbaine de Clermont-Ferrand, une agglomération intra-départementale regroupant 17 communes, dont elle est une commune de la banlieue,,. Par ailleurs la commune fait partie de l'aire d'attraction de Clermont-Ferrand, dont elle est une commune de la couronne,. Cette aire, qui regroupe 209 communes, est catégorisée dans les aires de 200 000 à moins de 700 000 habitants,.

### Occupation des sols
L'occupation des sols de la commune, telle qu'elle ressort de la base de données européenne d’occupation biophysique des sols Corine Land Cover (CLC), est marquée par l'importance des forêts et milieux semi-naturels (50,1 % en 2018), en augmentation par rapport à 1990 (42,4 %). La répartition détaillée en 2018 est la suivante : forêts (42 %), zones urbanisées (23,5 %), cultures permanentes (18,5 %), milieux à végétation arbustive et/ou herbacée (8,1 %), prairies (7,2 %), zones agricoles hétérogènes (0,7 %). L'évolution de l’occupation des sols de la commune et de ses infrastructures peut être observée sur les différentes représentations cartographiques du territoire : la carte de Cassini (XVIIIe siècle), la carte d'état-major (1820-1866) et les cartes ou photos aériennes de l'IGN pour la période actuelle (1950 à aujourd'hui).

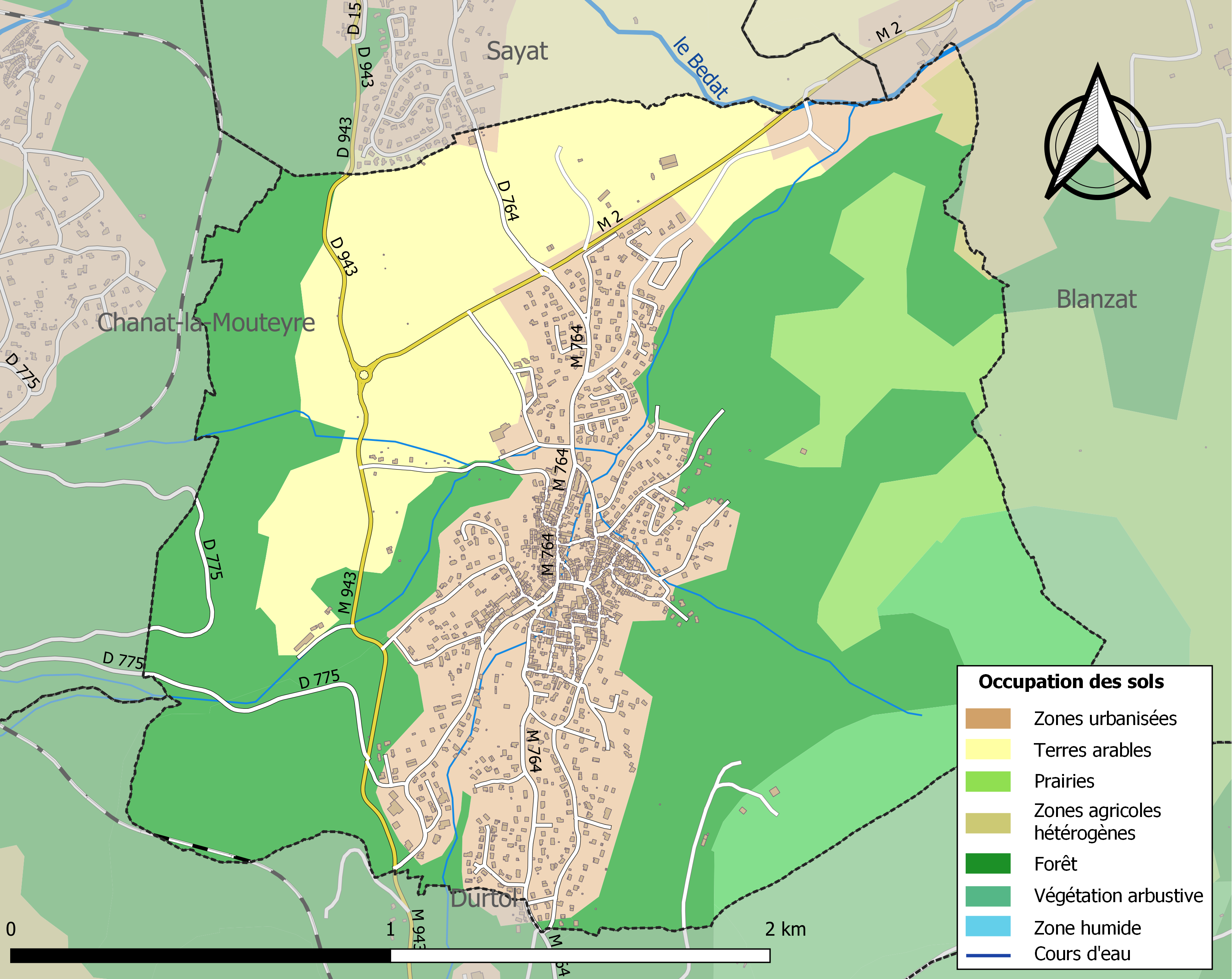
Carte des infrastructures et de l'occupation des sols de la commune en 2018 (CLC).

### Voies de communication et transports

#### Voies routières
La commune est traversée par la route départementale 764 reliant Sayat au nord et les quartiers nord-ouest de Clermont-Ferrand ; la RD 943 y passe plus à l'ouest (axe menant à Volvic et Pontgibaud). Les départementales 2 (vers Blanzat et Cébazat) et 775 (vers Chanat-la-Mouteyre) intersectent à Nohanent.

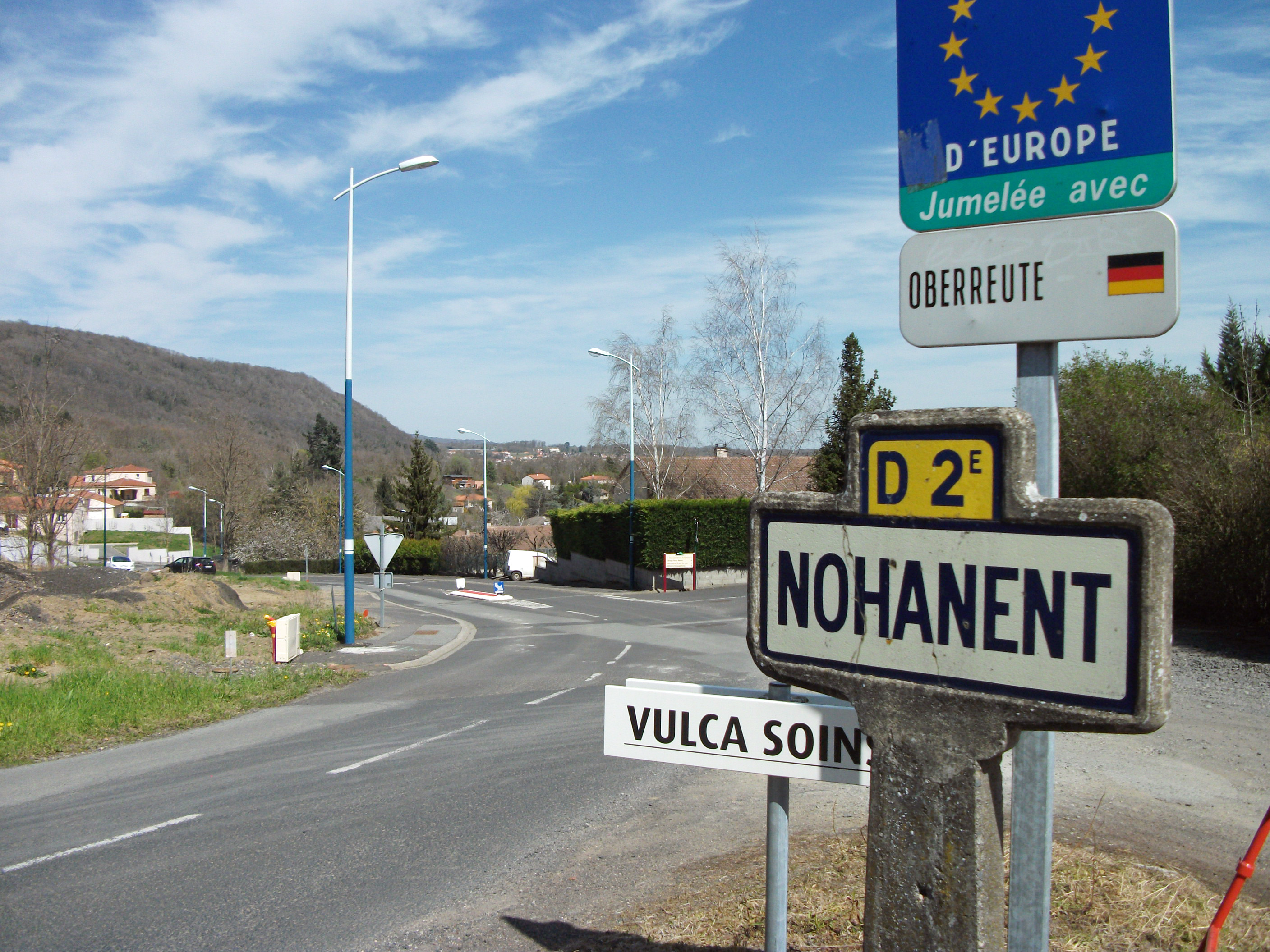
Entrée par la D 2E.
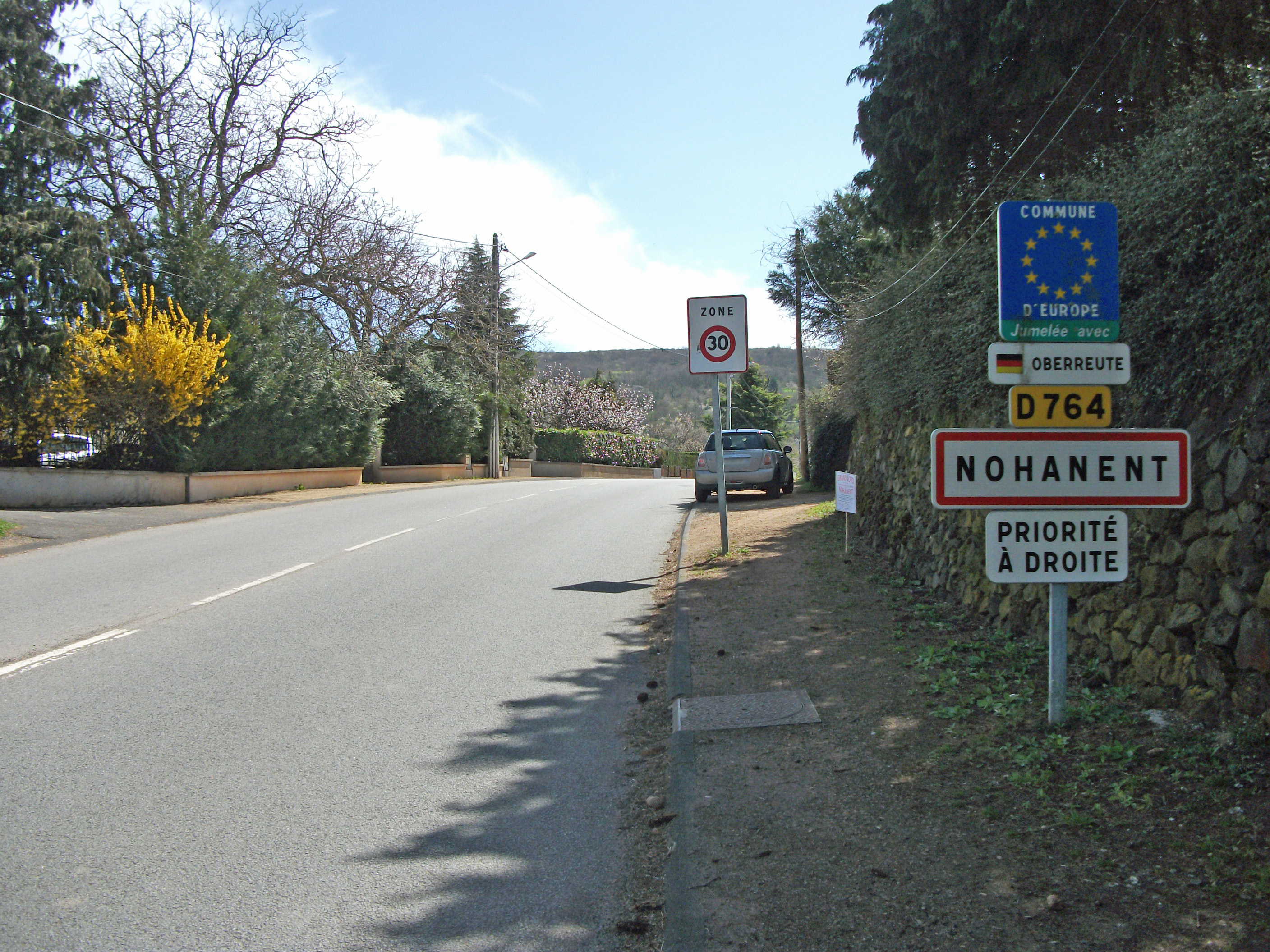
Entrée par la route en provenance de Sayat.
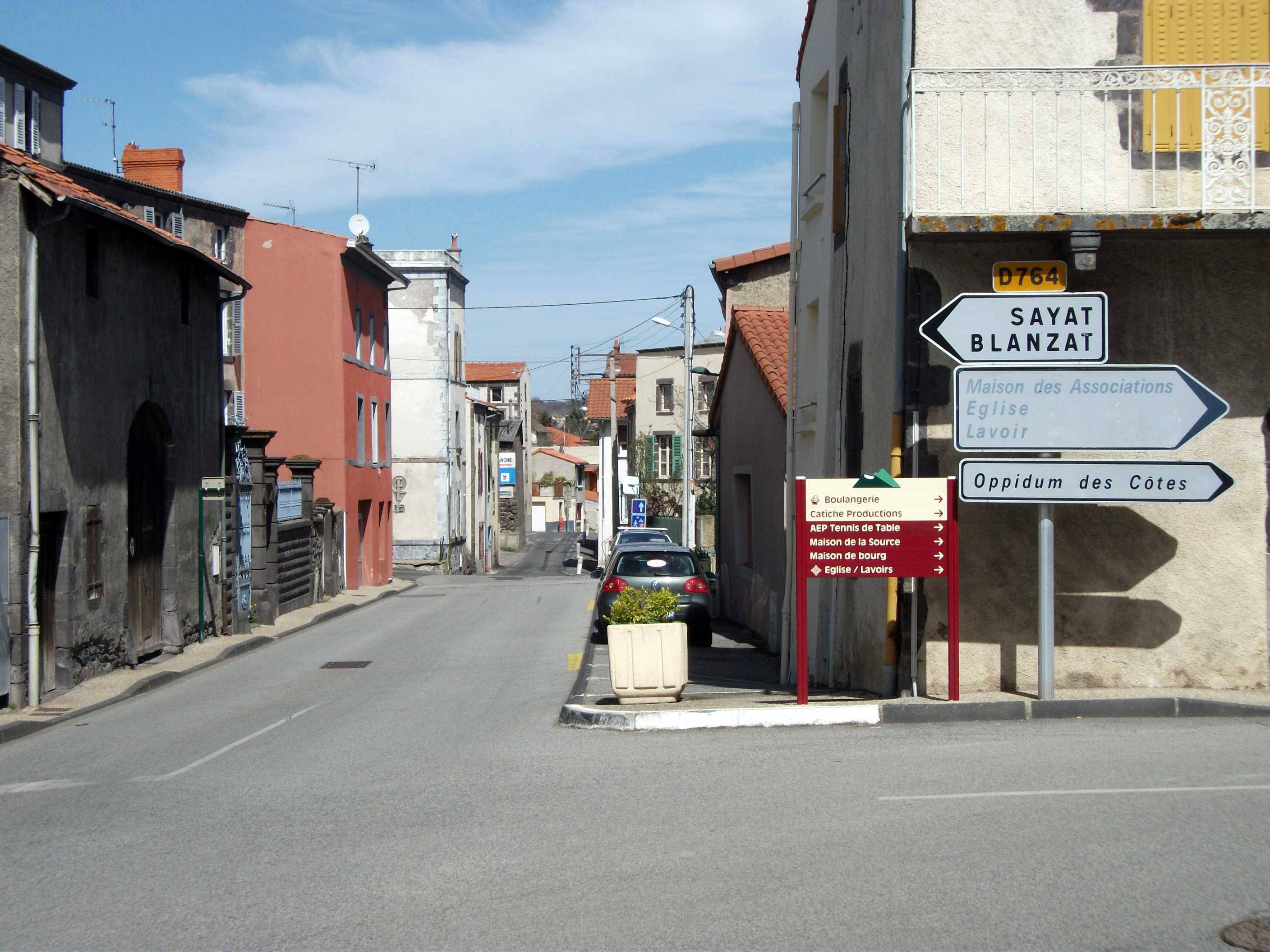
D 764 vers Sayat et Blanzat.

#### Transports en commun

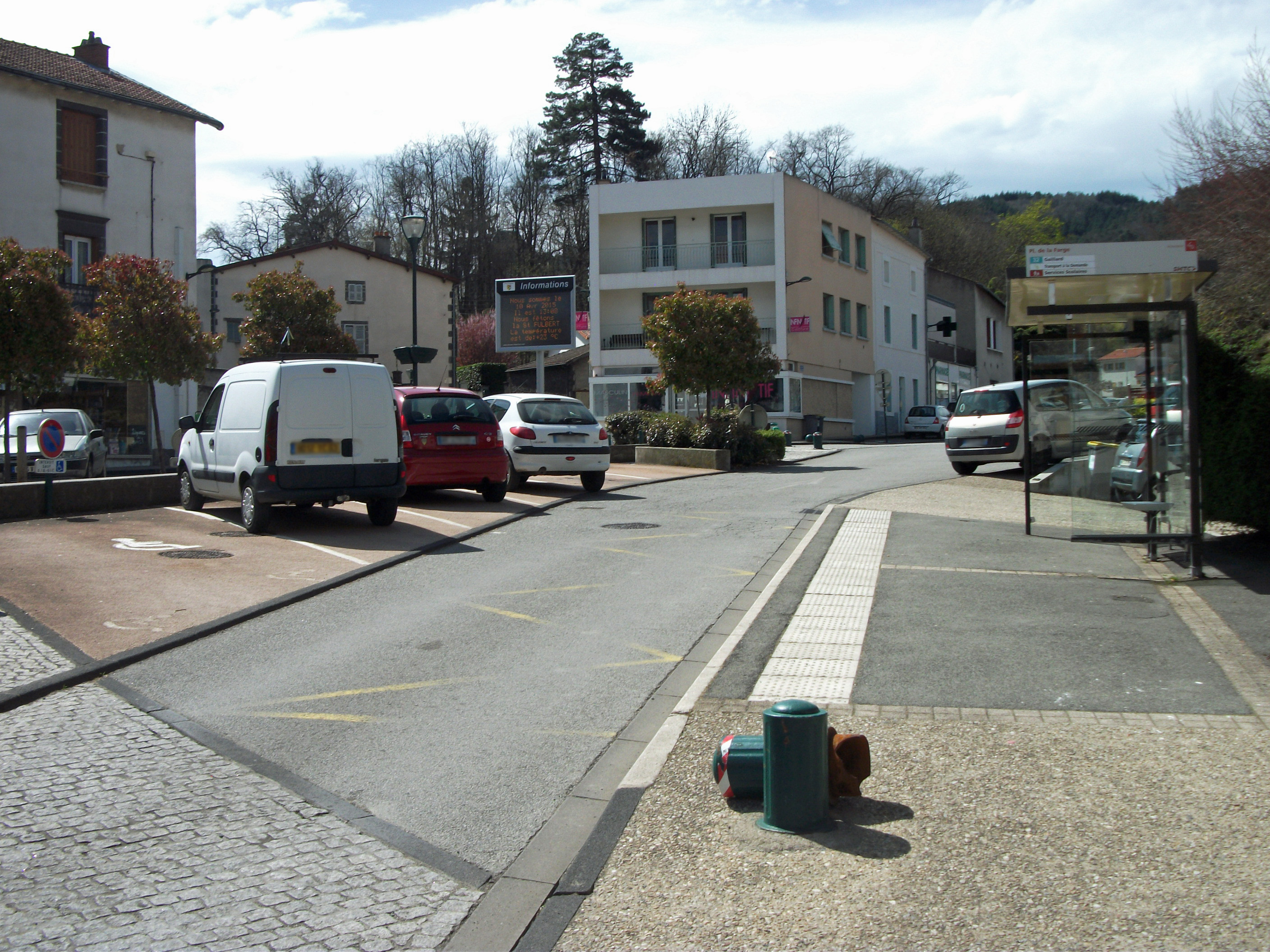
Arrêt de bus Place de la Farge.

Elle est également desservie par la ligne 32 du réseau T2C, reliant la place Gaillard (correspondance avec le tramway) à Sayat (une correspondance est aussi possible avec la ligne C). Cette ligne est exploitée par un transporteur indépendant. Le transport à la demande est opérationnel aux heures creuses.

#### Transport ferroviaire
La ligne d'Eygurande - Merlines à Clermont-Ferrand passe sur quelques mètres au sud-ouest de la commune. La gare la plus proche est à Durtol (gare de Durtol - Nohanent).

## Histoire

### Moyen Âge
Selon Ambroise Tardieu, vers 1070, Ermengarde de Rochedagoux, dame de Sauvagnat et de Nohanent décida de donner ses terres à l'évêque de Clermont. Une guerre entre les hommes de l'évêque et les neveux d'Ermengarde s'ensuivit. L'ultime bataille eut lieu dans la plaine de Mozac et fut remportée par la famille de Rochegadoux qui garda donc ces fiefs.
En 1313, Astorg de Nohanent rendit foi et hommage à l'évêque de Clermont. La famille Gayte a possédé une partie de cette seigneurie durant de nombreuses générations. Des bornes au nom des Gayte auraient été découvertes en bordure du village mais il ne semble pas qu'il en ait été fait mention dans des écrits. D'après Chabrol, la possession par eux d'une partie de Nohanent remonterait à 1351 mais il n'en existe aucune trace dans les archives.

### Période moderne
Le premier de cette famille de Nohanent dont le fief en comprenait à coup sûr une partie était Yves Gayte en 1523. En 1694, Ignace du Gour partageait la seigneurie avec Antoine Gayte et en 1696, Nohanent était indivis entre trois seigneurs : Gayte, Lebrun et Chabre. Les Lebrun devinrent au cours du XVIIIe siècle les seigneurs à part entière de Nohanent qui passa en 1737, aux Ribeyre par le biais du mariage entre Gabriel de Ribeyre et Marie Lebrun, fille d'Antoine Lebrun, receveur des tailles à Issoire. Leur fils vendit le fief en 1783 à Jean-Paul Chardon, chevalier et seigneur du Ranquet qui en fut le dernier seigneur en 1789.

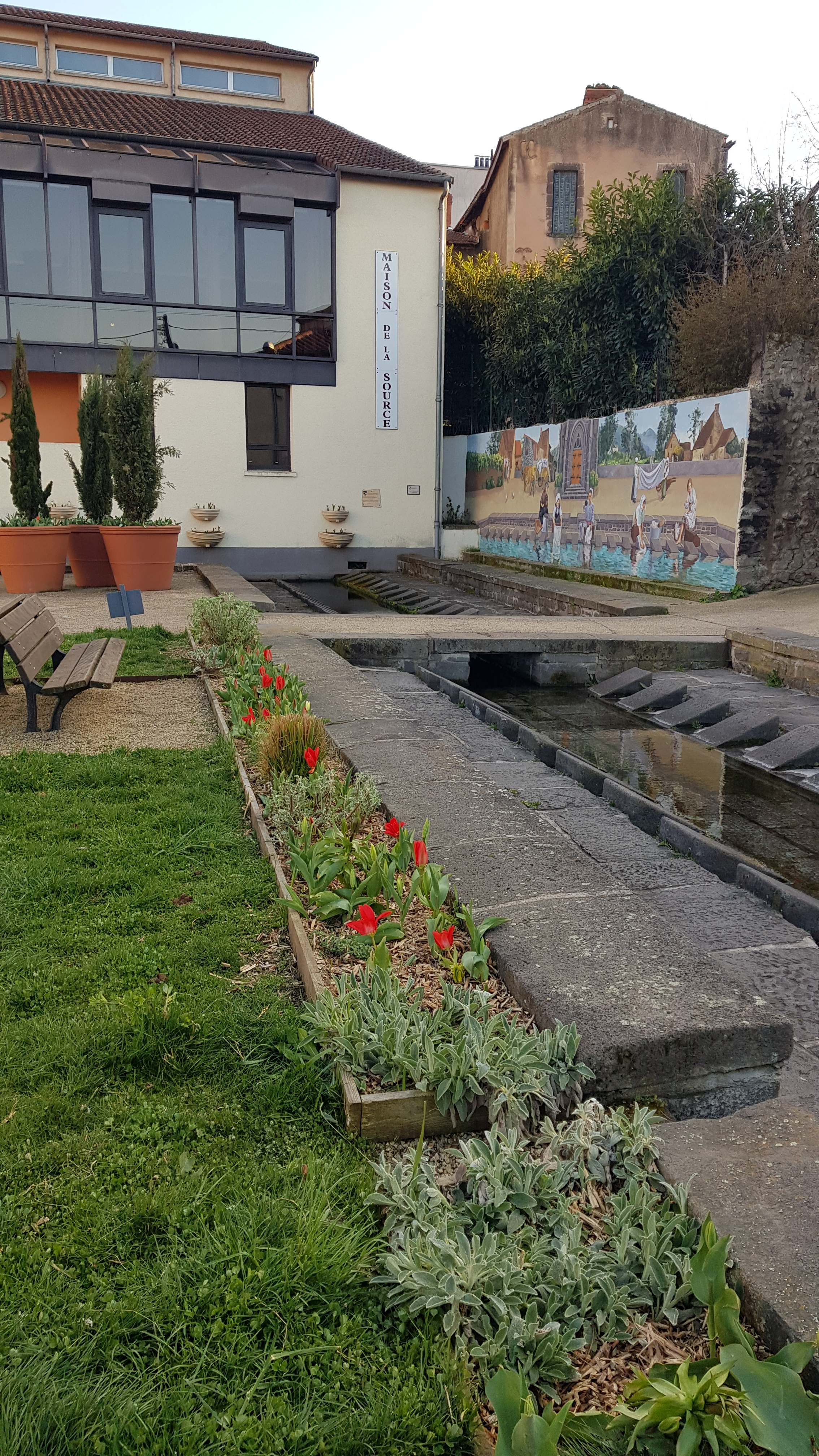
Vue des lavoirs.

Au milieu du XIXe siècle, la Bourgeoisie clermontoise ainsi que les curistes de la station thermale de Royat se mirent à produire une forte quantité de linge sale, et les eaux claires de la source Saint-Martial de Nohanent furent canalisées en nombreux lavoirs. La commune fut alors surnommée cité des Lavandières, les lavandières étant le nom donné aux blanchisseuses, en raison de leur utilisation d'essence de lavande pour parfumer le linge. Le village prospéra jusqu'au milieu du XXe siècle, date à laquelle l'arrivée des lave-linge rendit le travail des blanchisseuses obsolète.
Enfin, tout au long de la seconde moitié du XXe siècle, Nohanent se rapprochera de Clermont-Ferrand, s'assimilant peu à peu à la banlieue des classes moyennes de la ville. Ce rapprochement fut finalement concrétisé lorsque Nohanent rejoint Clermont Communauté en 1993.

## Politique et administration

### Tendances politiques et résultats
Le maire sortant, Roland Labrandine (liste UG), s'est représenté aux élections municipales de 2014, mais est battu par Laurent Ganet (DVD), qui a obtenu 58,62 % des suffrages exprimés au 1er tour (734 voix sur 1 252 exprimés). 78,08 % des électeurs ont voté (1 286 votants sur 1 647 inscrits).
La liste UMP menée par Brice Hortefeux a recueilli la majorité des suffrages exprimés dans la commune (21,31 %), suivie par la liste FN de Bernard Monot (19,33 %). 51,38 % des électeurs ont voté aux élections européennes de 2014.
La commune a changé de canton en mars 2015 à l'occasion des élections départementales : dans le nouveau canton de Cébazat auquel Nohanent fait partie, le binôme Colette Béthune - Flavien Neuvy (Union de la droite), élu, a recueilli 56,44 % des voix. Le taux de participation est de 54,54 %, plus élevé que dans le canton (51,04 %).

### Administration municipale
Le maire sortant, Laurent Ganet, a été réélu au premier tour des élections municipales de 2020, tenu le 15 mars. Le conseil municipal, réuni en mai 2020 pour élire le maire, a désigné cinq adjoints.
| Période                                  | Période                   | Identité             | Étiquette | Qualité                                                            |
| ---------------------------------------- | ------------------------- | -------------------- | --------- | ------------------------------------------------------------------ |
| Les données manquantes sont à compléter. |                           |                      |           |                                                                    |
| ?                                        | ?                         | Jean Monguillon      |           |                                                                    |
| avant 1967                               | ?                         | Jean Chabosson       | SFIO      | Employé à la Sécurité sociale                                      |
| mars 1977                                | mars 1983                 | Gilbert Grémont      |           |                                                                    |
| 1983                                     | 1995                      | Jean-Claude Sandouly |           |                                                                    |
| juin 1995                                | mars 2014                 | Roland Labrandine    | PS        | Retraité de l'enseignement, maire honoraire (2020)                 |
| mars 2014                                | En cours (au 28 mai 2020) | Laurent Ganet        | DVD       | Employé Membre du bureau communautaire Clermont Auvergne Métropole |

### Jumelages
Nohanent est jumelée avec le village allemand d'Oberreute, petit bourg de Bavière près de la frontière autrichienne.

## Population et société

### Démographie
L'évolution du nombre d'habitants est connue à travers les recensements de la population effectués dans la commune depuis 1793. Pour les communes de moins de 10 000 habitants, une enquête de recensement portant sur toute la population est réalisée tous les cinq ans, les populations de référence des années intermédiaires étant quant à elles estimées par interpolation ou extrapolation. Pour la commune, le premier recensement exhaustif entrant dans le cadre du nouveau dispositif a été réalisé en 2004.

En 2022, la commune comptait 2 246 habitants, en évolution de +0,76 % par rapport à 2016 (Puy-de-Dôme : +2,1 %, France hors Mayotte : +2,11 %).
| 1793  | 1800  | 1806  | 1821  | 1831  | 1836  | 1841  | 1846  | 1851  |
| ----- | ----- | ----- | ----- | ----- | ----- | ----- | ----- | ----- |
| 1 101 | 1 187 | 1 208 | 1 195 | 1 225 | 1 331 | 1 219 | 1 279 | 1 336 |

| 1856  | 1861  | 1866  | 1872  | 1876  | 1881  | 1886 | 1891  | 1896  |
| ----- | ----- | ----- | ----- | ----- | ----- | ---- | ----- | ----- |
| 1 403 | 1 458 | 1 493 | 1 444 | 1 474 | 1 360 | 911  | 1 002 | 1 011 |

| 1901 | 1906 | 1911 | 1921 | 1926 | 1931 | 1936 | 1946 | 1954 |
| ---- | ---- | ---- | ---- | ---- | ---- | ---- | ---- | ---- |
| 987  | 931  | 936  | 833  | 867  | 864  | 836  | 847  | 912  |

| 1962 | 1968  | 1975  | 1982  | 1990  | 1999  | 2004  | 2006  | 2009  |
| ---- | ----- | ----- | ----- | ----- | ----- | ----- | ----- | ----- |
| 944  | 1 096 | 1 452 | 1 595 | 1 791 | 1 796 | 1 854 | 1 862 | 1 878 |

| 2014  | 2019  | 2022  | - | - | - | - | - | - |
| ----- | ----- | ----- | - | - | - | - | - | - |
| 2 139 | 2 218 | 2 246 | - | - | - | - | - | - |

### Manifestations culturelles et festivités
Nohanent accueillait chaque année le festival de musique, Osmose festival, considéré par certains comme « le festival du Puy-de-Dôme ».

## Culture locale et patrimoine

### Lieux et monuments

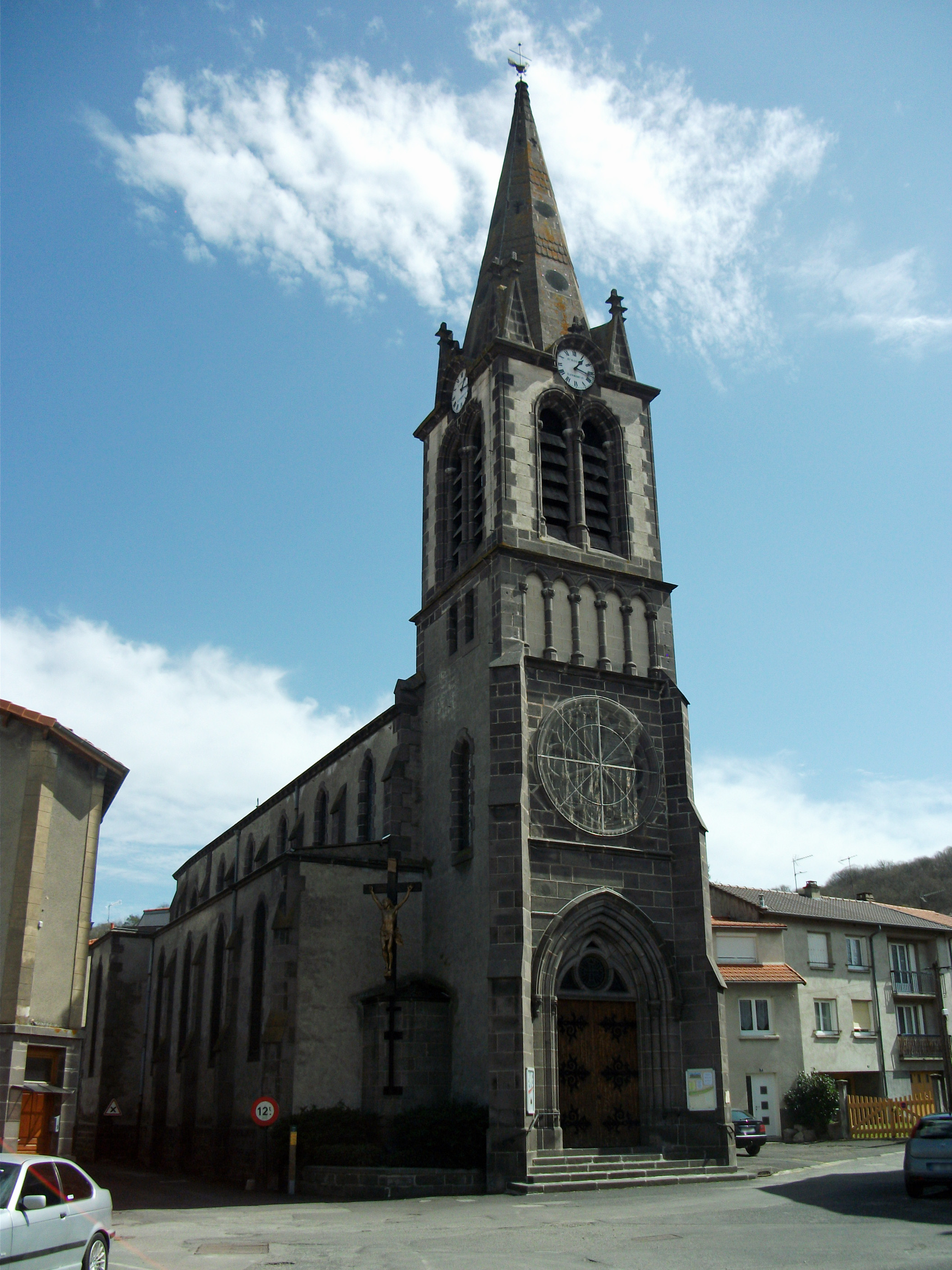
Église.

Nohanent compte deux édifices inscrits aux monuments historiques :
- une croix, située en bordure du chemin des Côtes, datant du XVIe siècle, classée MH le 11 février 1972[31] ;
- le plateau dit des côtes de Clermont, à cheval sur les communes de Blanzat, Clermont-Ferrand et Durtol, datant du deuxième âge du fer, inscrit le 15 décembre 1986[32].

Parmi les autres monuments non protégés :
- Église Saint-Martial.

### Patrimoine naturel
La commune adhère au parc naturel régional des volcans d'Auvergne.

### Personnalités liées à la commune

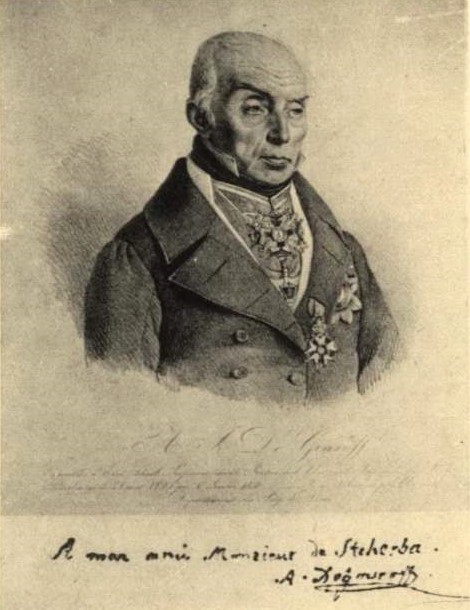
Antoine Jeudy Dugour.

- Christian Bouchardy, auteur de livres, de films animaliers et président de la LPO Auvergne[33].
- Antoine Jeudy Dugour (1766-1840), auteur imprimeur libraire traducteur né à Nohanent, il devint professeur à l'école centrale de la Seine en 1800, puis émigrera en Russie (1804) après avoir fait de mauvaises affaires. Il y devint professeur et bibliothécaire de l'université de Kharkov (1805) et terminera sa carrière en tant que recteur de l'université impériale de Saint-Pétersbourg. Il fut naturalisé en 1812. « Jusqu'en 1839, il publie encore de nombreux ouvrages et essais à caractère historique, sociologique ou ethnographique sur la Russie, parfois sous le pseudonyme « M. de Gouroff ». Décédé à Odessa en 1840 »[34].